# Mihail Dragomirescu
Mihail Dragomirescu (Plătărești, 22 marzo 1868 – Bucarest, 25 novembre 1942) è stato un critico letterario rumeno.
Nel 1907 fondò la rivista Convorbiri Critice, che si stampò fino al 1911. Docente a Bucarest, inseguì il miraggio del capolavoro, opera d'arte immortale indipendente da spazio e tempo. Fu autore del volume La critica scientifica ed Eminescu (1895) e di La scienza della letteratura (1926).